# Who's Nailin' Paylin?
Who's Nailin' Paylin? es una película pornográfica satírica estadounidense lanzada el 4 de noviembre de 2008, que satiriza a la excandidata a la vicepresidencia de EE. UU. Sarah Palin. La película fue dirigida por Jerome Tanner y protagonizada por Lisa Ann. Además de ser una parodia de Sarah Palin, la película incluye parodias de Hillary Clinton, Condoleezza Rice, Todd Palin y Bill O'Reilly.

## Trama
Dos soldados rusos llaman a la puerta de Sarah Palin en busca de ayuda para su remolcador. Después de bromas y bromas, sigue una escena sexual de tres etapas.
La segunda escena se abre con un anuncio de periódico titulado Paylin respalda la penetración rusa ("Paylin endorses Russian penetration!"). La trama se desarrolla por lo tanto en el estudio del periódico Faux News, donde Bill oralmente elogia el trabajo de Palin en las relaciones exteriores.
La tercera escena tiene lugar en Washington, donde una joven activista trata de preparar a Palin para el encuentro con la prensa. Después de una serie de intentos, Palin se va; en ese momento su marido sale de debajo de la cama, y hay una escena de sexo entre él y la activista.
La cuarta escena se abre en el dormitorio donde está durmiendo Sarah Palin. En el sueño que se muestra, Palin seduce al socio comercial de su marido.
La siguiente escena es otro sueño, en el que Sarah Palin recuerda los días cuando asistió a la "Universidad Internacional de la I-DA-HO" en 1987. La joven Sarah participa activamente en una conferencia sobre la pseudociencia. Después de la charla, Sarah le pregunta a su profesor si sabe alguna manera de protegerla de la brujería; el afirma que la protección adecuada puede provenir de un buen cunnilingus, practicándolo inmediatamente con ella.
En la última escena, Bill vía oral presenta en una rueda de prensa a Sarah Palin, en la que tiene que defenderse de las acusaciones de adulterio, sin embargo, no hay ninguna respuesta sobre el asunto. Cuando se va la prensa, detrás del escenario se encuentra la cabeza de Hilly, que da origen a una escena de sexo lésbico con Sarah y Condi.

## Premios y nominaciones
| Año  | Ceremonia  | Resultado | Categoría                                           | Filme                 | Receptor |
| ---- | ---------- | --------- | --------------------------------------------------- | --------------------- | -------- |
| 2009 | XBIZ Award | Ganador   | Marketing Campaign of the Year                      | Who's Nailin' Paylin? |          |
| 2009 | XRCO Award | Nominado  | Best Comedy – Non-Parody                            | Who's Nailin' Paylin? | —        |
| 2010 | AVN Award  | Ganador   | Clever Title of the Year                            | Who's Nailin' Paylin? | —        |
| 2010 | AVN Award  | Nominado  | Best Actress                                        | Who's Nailin' Paylin? | Lisa Ann |
| 2010 | AVN Award  | Nominado  | Best Overall Marketing Campaign, Individual Project | Who's Nailin' Paylin? | —        |
| 2010 | AVN Award  | Nominado  | Best Sex Comedy                                     | Who's Nailin' Paylin? | —        |
| 2010 | AVN Award  | Nominado  | Best Interactive DVD                                | You're Nailin' Palin  | —        |
| 2010 | AVN Award  | Nominado  | Best New Series                                     | —                     | —        |
| 2010 | XBIZ Award | Nominado  | Feature Movie of the Year                           | Who's Nailin' Paylin? | —        |
| 2010 | XBIZ Award | Nominado  | Acting Performance of the Year — Female             | Who's Nailin' Paylin? | Lisa Ann |